# St. Nikolaus (Windheim)

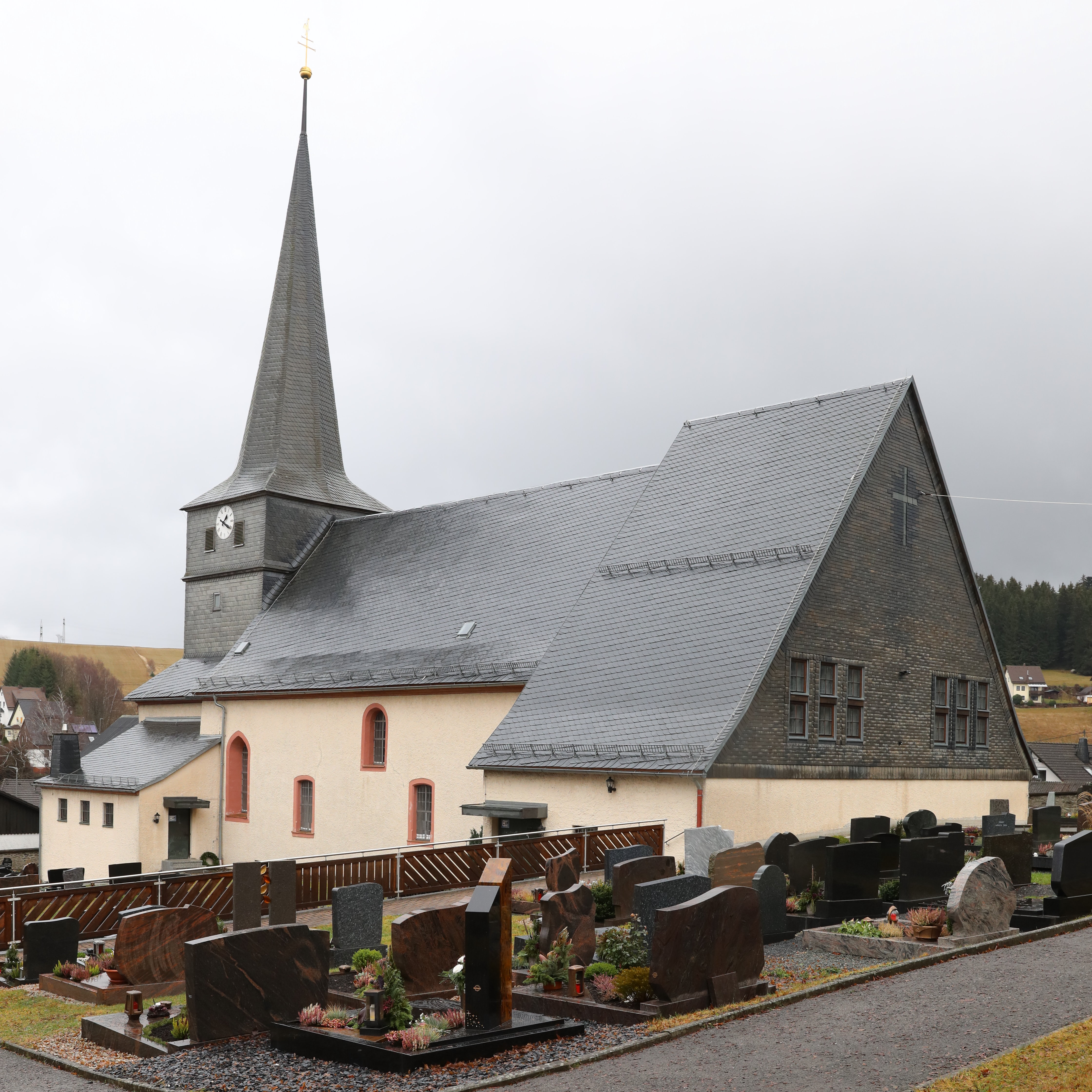
Pfarrkirche St. Nikolaus in Windheim

Die römisch-katholische Pfarrkirche St. Nikolaus steht in Windheim, einem Gemeindeteil der Gemeinde Steinbach am Wald im oberfränkischen Landkreis Kronach. Die Kirche entstand im 15. Jahrhundert. Die Pfarrei, im Naturpark Frankenwald gelegen, gehört zum Dekanat Kronach und Seelsorgebereich Frankenwald des Erzbistums Bamberg.

## Geschichte
Eine Kapelle in dem Ort wurde schon 1190 erwähnt. Im Jahr 1478 erfolgte mit der Trennung von der Pfarrei Teuschnitz die Erhebung von Windheim zur Pfarrei. Hirschfeld, Buchbach und Steinbach am Wald wurden in der Folge eingepfarrt. Die Umfassungsmauern des Chores und der Kernbau des Langhauses sind spätmittelalterlich. Gegen 1612 dürfte das Kreuzgewölbe im Chor eingezogen worden sein. Der Weihbischof in Bamberg Friedrich Förner konsekrierte 1613 die Kirche. Eine Sakristei wurde vermutlich um 1617 angefügt. Von 1705 bis 1709 wurde das Langhaus verlängert und erhöht sowie oberhalb des Chores ein spitzbehelmter Turm errichtet. Im 18. Jahrhundert folgten bei der Ausstattung neue Altäre. In den Jahren 1954/1955 ließ die Gemeinde die Sakristei nach Osten verlängern und an der Westseite eine Vorhalle anfügen.
Ein größerer, modern gestalteter Anbau, der die Vorhalle ersetzte, erweiterte im Jahr 1970/1971 das Langhaus in Richtung Westen um etwa 7 Meter und ermöglichte die Entfernung der vormals zweigeschossigen hölzernen Emporen. Zusätzlich wurde die Sakristei neu erbaut.
In den Jahren 2019/2020 wurde die Kirche umfassend saniert. Bei den Arbeiten wurden unter anderem die Decke im Kirchenschiff, das Heizungssystem und der Putz im Innen- und Außenbereich erneuert. Daneben wurde die Empore zurückgesetzt und mit neuer Bestuhlung ausgestattet.

## Baubeschreibung
Der verputzte Saalbau steht im ummauerten Friedhof am Westrand des Dorfes. Die Chorturmkirche hat einen eingezogenen, rechteckigen Chor mit einem zweijochigen Kreuzgewölbe mit Kehlrippen. Zwei spitzbogige Fenster, eins in der Chorstirnwand und eins in der Chorsüdwand, belichten den Chorraum, den ein runder Chorbogen mit dem Langhaus verbindet. Das dreiachsige Langhaus wird von Bohlen und einem profilierten mittigen Unterzug überspannt. Die Langhauswände sind unregelmäßig durchfenstert. Die vier Fenster je Seite haben Rahmungen aus Sandstein und verschiedene Formen. Die Südseite hat ein Eingangsportal.
Ein gekehltes Kranzgesims schließt den verputzten Chorturm oben ab. Darüber befindet sich der eingezogene, verschieferte Holzaufbau des Turmes mit rechteckigen Fenstern, dessen zwei Geschosse ein Wulstgesims trennt. Ein hoher, achteckiger Spitzhelm bekrönt den Turm. Die Sakristei steht im nördlichen Turmwinkel. Sie hat ein verschiefertes Pultdach.

## Ausstattung

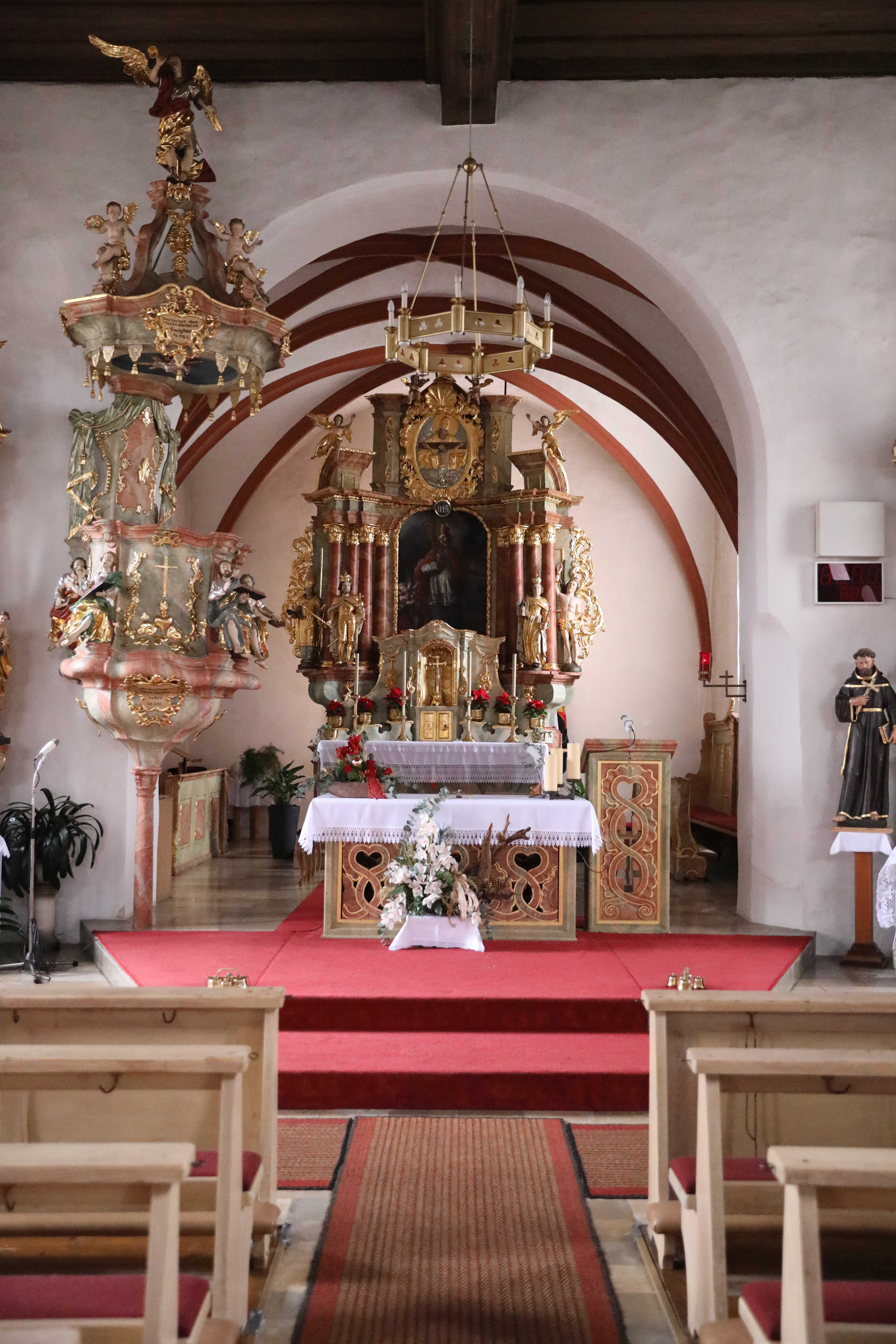
Chorraum

Der barocke Hochaltar besteht als Basis aus einem spätmittelalterlichen Sandsteinstipes der eine Platte trägt. Er hat einen marmorierten Holzaufbau. Die Schreinerarbeiten entstanden 1718 von einem Rothenkirchner Schreiner. Die Fassung ist eine Arbeit von Johann Reibstein 1731 und besteht unter anderem aus zwei vorgezogenen Freisäulenpaaren, vor Halbsäulenvorlagen. Das Altarblatt von 1759, eine Arbeit von Marquard Treu, zeigt den Kirchenpatron, den heiligen Nikolaus. Zwischen und neben den Säulen stehen golden gefasste Holzfiguren, die Heiligen Heinrich, links und Kunigunde, rechts sowie außen Otto, links und Sebastian, rechts. Der Altarauszug zeigt ein Reliefmedaillon mit dem Gnadenstuhl.
Der linke Seitenaltar besteht aus einem marmorierten Holzbau und wurde 1744 von Johann Georg Meltzer gefasst. In der Mittelnische befindet sich ein Vesperbild, um 1500 entstanden. Seitlich stehen auf Konsolen Holzfiguren, links aus dem dritten Viertel des 18. Jahrhunderts ein Ordensheiliger und rechts neubarock der heilige Josef. Der Auszug zeigt als Reliefschnitzerei die Trinität. Der rechte Seitenaltar besteht aus einem marmorierten Holzbau aus dem 18. Jahrhundert. In der Mittelnische befindet sich eine Salvatorfigur und seitlich stehen auf Konsolen Holzfiguren aus der Mitte des 18. Jahrhunderts, links der heilige Petrus und rechts der heilige Paulus. Der Auszug zeigt als Reliefschnitzerei das Herz Jesu.
Die Kanzel von 1755 besteht aus einem marmorierten Holzaufbau mit vergoldetem Rocailledekor und ruht auf einer korinthisierenden Säule. Vor den Brüstungsfeldern des Korbes sitzen die vier Evangelisten.